# Église Saint-Hilaire de Châtillon-en-Dunois
L'église Saint-Hilaire est une église catholique située à Châtillon-en-Dunois, commune déléguée de Vald'Yerre dans le département français d'Eure-et-Loir, en région Centre-Val de Loire.

## Historique
L'édifice, datant du XIIe siècle, est classé au titre des monuments historiques en 1995.
Il est constitué de pierres de roussard et de moellons de silex.